# 南列奇州
南列奇州（英語：Southern Liech）是南蘇丹曾经的一个州，位在該國中北部。人口561,240人（2014年），首府萊爾，下轄3郡。

## 行政區劃
下轄3郡：
- Mayendit
- Panyijar
- 萊爾